# Cowboys & Aliens
Cowboys & Aliens (bra/prt: Cowboys & Aliens) é um filme americano de 2011, dos gêneros ficção científica, bangue-bangue e ação, dirigido por Jon Favreau, com roteiro de Roberto Orci, Alex Kurtzman, Damon Lindelof, Mark Fergus, Hawk Ostby e Steve Oedekerk baseado na graphic novel Cowboys & Aliens, de Scott Mitchell Rosenberg. 

## Sinopse
Em 1873, no Arizona, um homem chamado Jake Lonergan acorda sem nenhuma memória de seu passado, e com um misterioso bracelete em seu pulso. Ele entra na cidade de Absolution, onde descobre que ele é um criminoso notório procurado por muitas pessoas, incluindo o Coronel Woodrow Dolarhyde, que comanda a cidade com punhos de ferro. Porém Absolution enfrenta uma ameaça maior quando uma força misteriosa ataca a cidade do céu, matando todos no caminho. Enquanto o bracelete de Lonergan guarda o segredo para derrotá-los, ele deve se aliar ao Coronel Dolarhyde e antigos inimigos para combater a entidade misteriosa.

## Elenco
- Daniel Craig como Jake Lonergan, um famoso criminoso. Robert Downey, Jr. havia sido originalmente escalado para o papel, porém saiu por estar comprometido com Sherlock Holmes: A Game of Shadows.[6]
- Harrison Ford como Coronel Woodrow Dolarhyde , que comanda Absolution com punhos de ferro.[7] Ford e o produtor executivo Steven Spielberg não queriam que o personagem usasse um chapéu de vaqueiro, porque estavam preocupados que o público iria lembrar de Indiana Jones.[8]
- Olivia Wilde como Ella
- Sam Rockwell como Doutor. Favreau contratou Rockwell para o papel baseado em sua performance em Iron Man 2. No roteiro original, o Doutor era descrito como um enorme mexicano.[7]
- Noah Ringer como Emmett
- Paul Dano como Percy Dolarhyde, o filho do Coronel Dolarhyde.
- Clancy Brown como Meacham
- Keith Carradine como Xerife Taggart
- Adam Beach como Nat Colorado
- Abigail Spencer como Alice, a antiga amante de Lonergan.[9]
- Ana de la Reguera como María
- Walton Goggins como Hunt

## Recepção
O Metacritic, que usa uma média ponderada, atribuiu ao filme uma pontuação de 50 em 100, baseado em 41 críticos, indicando críticas "mistas ou médias".

## Produção

### Desenvolvimento e seleção de elenco
O fundador da Malibu Comics, Scott Mitchell Rosenberg, pretendia adaptar em Hollywood,  as histórias de Tex Willer, personagem publicado pela editora italiana Bonelli e que já havia sido adaptado em 1985 em Tex e il signore degli abissi, estrelado por Giuliano Gemma, com a recusa dos estúdios americanos, concebeu a ideia de Cowboys & Alien em 1997 e subsequentemente viu seu potencial para uma adaptação cinematográfica. Em maio de 1997, a Walt Disney Pictures e a 20th Century Fox lutaram para conseguir os direitos para um filme, porém a Universal Pictures e a DreamWorks se juntaram e compraram os direitos. Rosenberg formou o Platinum Studios para ajudar a produzir o filme, e Steve Oedekerk foi contratado no mesmo mês para escrever, produzir e dirigir uma adaptação. Ele planejou começar a trabalhar no roteiro após completar o roteiro de Nutty Professor II: The Klumps, porém saiu por estar interessado em trabalhar em The Incredible Mr. Limpet. Em 2004, os direitos do filme foram adquiridos pela Columbia Pictures, que não levou o projeto para além do desenvolvimento.
Em 2006, Rosenberg publicou Cowboys & Aliens como uma graphic novel. No ano seguinte, a Universal e a DreamWorks se juntaram novamente para adaptar Cowboys & Aliens em um filme. Em junho de 2008, Robert Downey, Jr. entrou em negociações para estrelar o filme como Zeke Jackson, um antigo pistoleiro do Exército da União. Enquanto Downey, Jr. trabalhava em Iron Man 2, ele disse ao diretor Jon Favreau sobre Cowboys & Aliens. Favreau investigou o projeto, e em setembro de 2009 ele se juntou ao projeto como diretor. Downey, Jr. deixou o projeto em janeiro de 2010 para estrelar Sherlock Holmes: A Game of Shadows, e no mesmo mês, Daniel Craig foi contratado para substituí-lo. Favreau disse que a interpretação de Craig como James Bond "trazendo certa virtuosidade". Ele também descreveu Craig como "de um lado, ele é esse tipo de Jason Bourne, um galã que também é um personagem letal, porém do outro lado, ele também tem muita humanidade e vulnerabilidade".
Em abril de 2010, Harrison Ford se juntou ao elenco. Favreau escolheu Craig e Ford porque ambos os atores se encaixavam em papéis de ação-aventura, dessa forma os personagens não seriam vistos como muito cômicos. O diretor comparou Ford com John Wayne em ter "um senso de história" com o ator e o papel. Antes de Cowboys & Aliens, o único faroeste de Ford havia sido The Frisco Kid em 1979. Apesar de Ford ser conhecido por interpretar Indiana Jones, os cineastas queriam evitar dar-lhe um chapéu que lembrasse o público de Indiana Jones. O roteirista Alex Kurtzman disse, "nós temos de ter certeza que—sem trocadilhos—tiraríamos o chapéu para a iconografia de Harrison Ford e apresentaríamos ao público uma versão diferente".
Olivia Wilde foi escolhida para um dos papéis principais, e Favreau chamou a personagem de Wilde como a chave do filme. Sam Rockwell foi contratado para o papel coadjuvante de Doutor. O personagem foi descrito como um grande mexicano no roteiro original, porém quando Favreau e os roteiristas descobriram o interesse de Rockwell no filme, eles reconsideraram e expandiram o papel. O próprio Favreau é conhecido por aparecer em seus próprios filmes, porém para Cowboys & Aliens eles escolheu não fazer nenhuma aparição para não afetar o tom do filme.

### Roteiro
Na década que o filme passou em desenvolvimento por vários estúdios diferentes, versões diferentes do roteiro foram esboçadas por numerosos roteiristas, começando com Oedekerk. Outros roteiristas envolvidos foram: David Hayter, Thomas Dean Donnely, Joshua Oppenheimer, Jeffrey Boam, Thompson Evans e Chris Hauty. Quando a Universal e a DreamWorks retornaram a parceria em 2007, eles contrataram Hawk Ostby e Mark Fergus. Em 2009, Ostby e Fergus foram substituídos por Roberto Orci, Alex Kurtzman e Damon Lindelof. Orci e Kurtzman assistiram e analisaram vários filmes de faroeste, como The Searchers. Orci disse, "O primeiro rascunho era bem jocoso e amplo e então ele ficou sério. Você meio que vai e vem entre os dois extremos e o tom até achar o ponto exato onde faroeste e ficção científica podem apertar as mãos sem parecer não natural". "Imagine que você está assistindo Unforgiven e então alienígenas chegam", explicou Orci.
Orci também disse que "o quadrinho têm temas de inimigos se unindo para lutar contra um inimigo comum e tem o cenário daquele período específico, então mantivemos a inspiração de tudo isso. Sobre os específicos da história e sobre quem são esses personagens, nós queríamos que o público ficasse surpreso e não sentissem que eles já viram tudo se já tiveram lido o quadrinho. Então, enquanto os temas e o cenário e muitos dos elementos são uma grande inspiração, a história é completamente adaptada e traduzida para a realidade".

### Filmagens
As filmagens de Cowboys & Aliens começaram em 30 de junho de 2010, no Albuquerque Studios, Novo México. Em agosto, a produção foi para o Condado de Rio Arriba, em uma propriedade pertencente a Mesquita de Dar al-Islam. Filmagens nos estúdios ocorreram em Los Angeles, com locações adicionais em Randsburg. As filmagens terminaram no dia 30 de setembro de 2010.
A cena em que Craig cavalga junto a uma ravina e pula em uma nave espacial emula muitas cenas de clássicos filmes de faroeste americanos onde os heróis cavalgariam ao lado de um trem e pulariam nele. Favreau disse que a cena faz referência ao filme Raiders of the Lost Ark, onde Indiana Jones persegue um caminhão, notando que ela é por sua vez similar a cena do filme Stagecoach, de 1939, dizendo "Estamos constantemente referenciando nossas raízes".

### Desenho de produção e efeitos
Scott Chambliss foi contratado como diretor de arte baseado no seu trabalho em Star Trek, filme que foi escrito e produzido por Orci e Kurtzman. Os efeitos visuais foram criados pela Industrial Light & Magic, representado por Roger Guyett, que também trabalhou em Star Trek, como supervisor de efeitos visuais.
Favreau notou que Cowboys & Aliens se focou em um aspecto específico do gênero alienígena que em sua maior parte girava em torno dos filmes da década de 1980. "E embora tenhamos um bocado de computação gráfica—eu gosto do jeito que eles contavam histórias antes—antes de você poder mostrar tudo com computação gráfica. E foi uma verdadeira revelação da criatura, pouco a pouco, usando a iluminação e o trabalho de câmera e a música para criar uma experiência bem sugestiva. E nós tentamos preservar isso aqui", disse o diretor.
Cowboys & Aliens não foi convertido para o 3-D. Quando a ideia foi sugerida pela DreamWorks, Favreau não ficou interessado, afirmando que faroestes deveriam ser filmados apenas em filme (oposto a ser filmado digitalmente, que é requerido para a tecnologia 3-D moderna). "Seria como filmar em branco e preto e então colorizar", disse ele.

## Temas
O diretor Jon Favreau procurou em Cowboys & Aliens uma abordagem plausível de como humanos do século XIX poderiam confrontar seres extraterrestres armados com armas avançadas. Ele disse, "Foi tudo muito bem organizado, bem planejado, e houve várias discussões com muitos atores que me chamaram para falar sobre coisas que pareciam muito convenientes, então tivemos certeza que cada passo foi conquistado". O diretor também procurou um meio de manter o tom de faroeste enquanto os alienígenas apareciam no filme, dizendo, "É bem fácil apenas cortar as cordas e de repente a ação começa e você está em Independence Day". Favreau citou os trabalhos de John Ford e Sergio Leone como fontes de inspirações, junto com Butch Cassidy and the Sundance Kid. Favreau também queria que o elemento de ficção científica se sustentasse por conta própria, referenciando Alien, Predator e Close Encounters of the Third Kind. Sobre os dois gêneros ele disse, "É sobre encontrar a intersecção entre os dois gêneros... Se você fizer certo, honra ambos, e se torna interessante e inteligente e uma reinvenção de duas coisas que as pessoas entendem como convenções, ao invés de apenas uma retirada ou refilmagem ou sequência ou reinício de um filme que você já viu".
Nas Américas, os povos nativos e sua culturas foram conquistadas pelos colonos europeus. Favreau conmparou o filme a uma confrontação histórica "na frustração de não ter a tecnologia para poder prevalecer". Ele disse que, "é sempre a cultura de baixa tecnologia que se sente sem poder quando é confrontada com um inimigo que tem a tecnologia ao seu lado". No filme, os cowboys são a cultura de baixa tecnologia, e os alienígenas com a tecnologia avançada possuem a crença do Destino Manifesto. Favreau também disse que a premissa, "Permite que os cowboys e os nativos americanos se unam, que seria impossível se não houvesse um inimigo em comum maior. Ele ajeita o faroeste para um caminho bem clássico". Quando os alienígenas aparecem, o filme se torna um filme de estrada onde os personagens principais perseguem os alienígenas, se aliam a grupos diferentes, e no final confrontam os extraterrestres. Favreau desistiu da união ao filme The Magnificent Seven ao enfrentar obstáculos aparentemente intransponíveis em sua confrontação.

## Divulgação

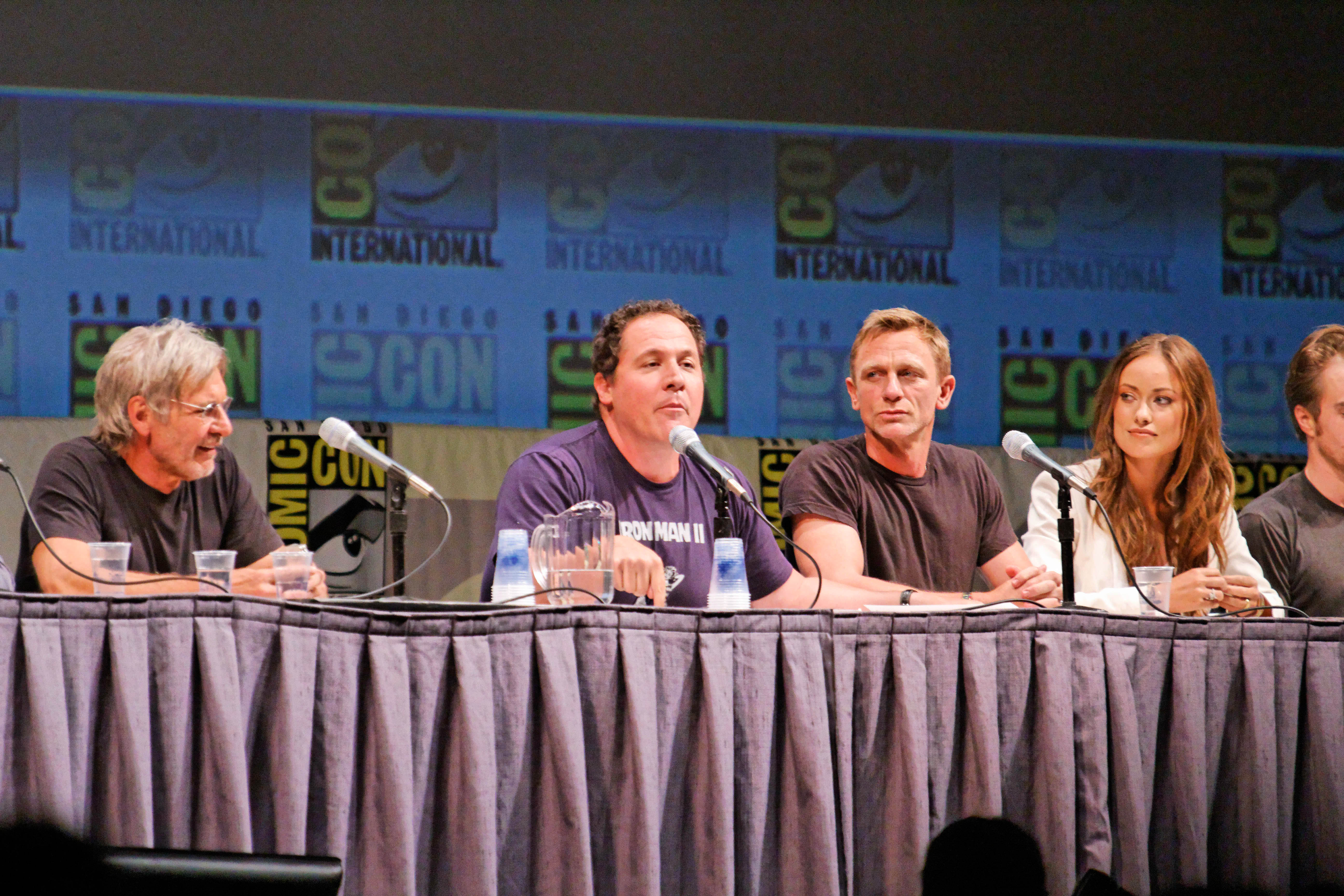
O diretor Jon Favreau e o elenco de Cowboys & Aliens na San Diego Comic-Con de 2010.

Cowboys & Aliens, com seu cruzamento do elemento de cowboys dos filmes da faroeste com o elemento de extraterrestres dos filmes de ficção científica, tem um título e premissa "inerentemente cômico". Em julho de 2010 na San Diego Comic-Con International o diretor Jon Favreau apresentou uma painel sobre Cowboys & Aliens acompanhado pelo elenco principal do filme, incluindo Harrison Ford em sua primeira aparição da Comic-Con. No painel, Favreau explicou ao público que ele queria que o filme fosse uma mistura séria dos faroestes estilo Sergio Leone e John Ford, com as ficções científicas "realmente assustadoras" como Alien e Predator. O primeiro trailer do filme estreou em novembro de 2010, e o The New York Times reportou que os públicos acharam a premissa do filme cômica. Eddie Egan, presidente de marketing da Universal Pictures, reconheceu o equívoco e disse, "O trailer é o primeiro passo público para reconciliar o tom do filme com o efeito mais imediato de seu próprio título". O estúdio antecipou uma campanha de divulgação que iria demonstrar que o filme é "uma aventura cabeça-dura" como Unforgiven, de Clint Eastwood.
Durante o Super Bowl XLV, em 6 de fevereiro de 2011, o estúdio levou ao ar um novo trailer de Cowboys & Aliens. Algumas horas antes do jogo, Favreau usou o Twitter para levar seus seguidores ao trailer na internet. A Entertainment Weekly disse que "Ele... despertou a base de fãs e criou novas especulações sobre esse híbrido dos faroestes clássicos e os thrillers de invasão extraterrestre". Depois do trailer ter ido ao ar, Favreau disse que o primeiro trailer tinha a intenção de atiçar a curiosidade das pessoas e que o trailer do Super Bowl era para "mostrar mais do senso de aventura enquanto as coisas se revelam".
Em abril de 2011, Favreau e Roberto Orci apareceram na WonderCon em San Francisco, onde eles apresentaram um vídeo de nove minutos de Cowboys & Aliens e responderam perguntas sobre o filme. Favreau explicou que a divulgação iria mostrar "apenas um pequeno vislumbre dos alienígenas do título" antes do filme ser lançado. Ele explicou a retenção de certos elementos, "Eu acho que há muitas pessoas visionárias envolvidas com este filme que há uma compreensão de que existe uma personalidade que a campanha de divulgação pode assumir tão bem quanto o filme... Eu quero ter certeza de que seu o público vá assistir [o filme], haverá várias surpresas que eles não viram nos materiais de divulgação".